# Ma chi ha detto che non c'è?
Ma chi ha detto che non c'è? è una canzone scritta da Gianfranco Manfredi, incisa nel 1976 e pubblicata nell'album Ma non è una malattia.
È una canzone d'amore che racchiude in sé molte contraddizioni e utopie, ma non si tratta solo di desideri per qualcosa che forse un giorno ci sarà, si considerava anche quello che c'era nel presente: nel qui e adesso.

## Testo e significato
Questa canzone è stata forse la più importante del movimento del Settantasette italiano, un vero e proprio manifesto esistenziale e poetico su un periodo carico di significati che l'autore ha vissuto da protagonista e che ha saputo riassumere in una canzone.... una rivoluzione irrisolta che ha in sé le chiavi del nostro futuro..